# Catoxyethira lanceolata
Catoxyethira lanceolata är en nattsländeart som beskrevs av Wells och Andersen 1995. Catoxyethira lanceolata ingår i släktet Catoxyethira och familjen smånattsländor. Inga underarter finns listade i Catalogue of Life.